# WWF LJN Wrestling Superstars Action Figures
Le WWF LJN Wrestling Superstars Action Figures sono una linea di giocattoli basata sui wrestler della World Wrestling Federation. Furono prodotti dal 1984 al 1990 dalla casa statunitense produttrice di giocattoli e videogiochi LJN Toys Ltd., e sono le prime action figure basate su lottatori reali della World Wrestling Federation con licenza ufficiale.
Le action figures erano fatte in gomma dura e dipinta, non avevano giunture snodabili e rispecchiavano in maniera abbastanza accurata le loro controparti reali. Erano alte circa 20 centimetri e mezzo ed ogni personaggio aveva nella confezione un cartoncino con la biografia del wrestler e un poster a lui dedicato. La linea è costituita da 64 personaggi più altre 6 figure supplementari ridipinte in modo da cambiare significativamente l'aspetto del personaggio.
La LJN chiuse la propria divisione riservata ai giocattoli nel 1989, e la linea  Wrestling Superstars venne quindi cancellata. Gli ultimi 6 personaggi prodotti furono distribuiti solamente attraverso la Grand Toys of Canada, fatto che rende questi ultimi prodotti più rari e ricercati dai collezionisti.
In Italia furono importate solo le prime due serie in ritardo di qualche anno, sull'onda del successo che il wrestling stava riscuotendo in televisione sulle reti Fininvest.

## Collezione completa

### Serie 1 - 1984
- André the Giant (capelli lunghi)
- Big John Studd
- Hillbilly Jim (con cappello)
- Hulk Hogan (con cintura di campione nera)
- The Iron Sheik (decorazione sui pantaloni arancione o gialla)
- Jimmy "Superfly" Snuka
- Junkyard Dog (con collare e catena nera, argento o rossa)
- Nikolai Volkoff (con colbacco)
- "Rowdy" Roddy Piper (con kilt) (stivali rossi o marroni)

### Serie 2 - 1985
- André the Giant (capelli corti)
- Brutus Beefcake
- George "The Animal" Steele
- Greg "The Hammer" Valentine (capelli biondi chiari o scuri)
- King Kong Bundy
- "Mr. Wonderful" Paul Orndorff

### Serie 3 - 1986
- Bobby "The Brain" Heenan
- Bruno Sammartino
- Captain Lou Albano
- "Classy" Freddie Blassie (con bastone)
- Corporal Kirchner (con barba o senza)
- Davey Boy Smith
- Magnificent Muraco
- Dynamite Kid
- Jesse "The Body" Ventura
- Jimmy Hart
- Mr. Fuji (con bastone)
- "Macho Man" Randy Savage
- "Mean" Gene Okerlund
- Ricky "The Dragon" Steamboat
- S.D. Jones (maglietta rossa o hawaiiana)
- Terry Funk (con ferro per marchiare & cappello)
- Tito Santana

### Serie 4 - 1987
- "Adorable" Adrian Adonis
- Billy Jack Haynes (con cappello)
- Bret "The Hitman" Hart (costume rosa o viola)
- B. Brian Blair (pelle abbronzata o non)
- Cowboy Bob Orton (con cappello)
- Elizabeth (con gonna dorata o viola)
- King Harley Race (con corona)
- Hercules Hernandez
- Jake "The Snake" Roberts (con serpente Damien)
- Jumping Jim Brunzell (pelle abbronzata o non)
- Jim "The Anvil" Neidhart (costume rosa o viola)
- Ken Patera
- Kamala
- Koko B. Ware (con pappagallo Frankie)
- Outback Jack (con cappello)
- Ted Arcidi
- Vince McMahon

### Serie 5 - 1988
- Demolition Ax
- Bam Bam Bigelow
- Hacksaw Jim Duggan (con spranga di legno 2x4)
- Honky Tonk Man (con chitarra)
- Hulk Hogan (con cintura di campione) (maglietta bianca o rossa)
- One Man Gang
- Arbitro (maglietta blu o bianca)
- "Luscious" Johnny Valiant
- Rick Martel
- Slick (con cappello)
- Ted DiBiase
- Tito Santana (tenuta "Strike Force")

### Serie 6 - 1989
- André the Giant (costume nero con spallina)
- Big Boss Man (con manganello)
- Haku
- Rick Rude
- The Ultimate Warrior
- The Warlord

### Figure addizionali ridipinte (Black Card)
- Hulk Hogan (con cintura da campione) (maglietta bianca o rossa)
- Big John Studd
- Brutus "The Barber" Beefcake
- Bam Bam Bigelow
- Honky Tonk Man (con chitarra)
- Jake "The Snake" Roberts (con serpente Damien)
- Demolition Ax
- Randy "Macho Man" Savage
- Miss Elizabeth (con gonna dorata o viola)
- Bret "Hitman" Hart
- Ted DiBiase
- Hacksaw Jim Duggan
- Adrian Adonis

### Tag Team
Ogni confezione conteneva due wrestler, un poster, e 2 cinture da campioni di colore marrone. Unica eccezione gli Strike Force, che avevano cinture di colore nero.
- The British Bulldogs (Dynamite Kid & Davey Boy Smith)
- The Dream Team (Brutus Beefcake & Greg "The Hammer" Valentine)
- Hart Foundation (Bret Hart & Jim Niedhart)
- Hulk Hogan & Hillbilly Jim (con cappello)
- The Iron Sheik & Nikolai Volkoff (con colbacco)
- The Killer Bees (Jumping Jim Brunzell & B. Brian Blair)
- The Strike Force (Tito Santana & Rick Martel)

### Accessori
- Sling 'Em-Fling 'Em Wrestling Ring
- Gabbia per Cage Match

## Serie 16"
- Hulk Hogan (con cintura di campione e maglietta)
- "Rowdy" Roddy Piper (con kilt, cintura e maglietta)

## Serie Bendies
La linea "Bendies", mai importata in Italia, venne prodotta dopo il successo della serie regolare riutilizzando gli stessi colori e pose delle versioni più grandi. Le action figure di questa serie sono più piccole ed hanno all'interno del filo di ferro in modo da permettere qualche movimento in più al personaggio. Furono prodotti 18 personaggi. L'unica variante notevole tra le action figure è quella di Hulk Hogan che venne prodotto con ginocchiere blu o rosse ed è più alto rispetto agli altri personaggi.

### Wrestler singoli
- André the Giant
- Big John Studd
- Bobby Heenan
- Brutus Beefcake
- Captain Lou Albano
- Corporal Kirchner
- George "The Animal" Steele
- Hillbilly Jim
- Hulk Hogan (ginocchiere rosse o blu)
- The Iron Sheik
- Jesse "The Body" Ventura
- Junkyard Dog
- King Kong Bundy
- "Mr. Wonderful" Paul Orndorff
- Nikolai Volkoff
- "Macho Man" Randy Savage
- Ricky "The Dragon" Steamboat
- "Rowdy" Roddy Piper

### Tag Team 2 Packs
- Hulk Hogan & Junkyard Dog
- The Iron Sheik & Nikolai Volkoff
- George Steele & Captain Lou Albano
- King Kong Bundy & Big John Studd
- Randy Savage & Jesse Ventura
- Ricky Steamboat & Corporal Kirchner

### Accessori
- Cage Match Challenge Ring (include Hulk Hogan con ginocchiere blu più un'altra action figure)

## Serie Thumb Wrestler
La linea denominata "Thumb Wrestler", mai giunta in Italia, consiste di soli 11 lottatori che venivano venduti in coppia. Erano fatti di gomma morbida, in dimensioni ridotte, ed ogni personaggio aveva un buco nella schiena in modo che il bambino potesse infilarci il pollice (da qui il nome della serie, thumb infatti significa pollice in inglese) e simulare un combattimento. Jake Roberts e King Kong Bundy furono prodotti in quantità molto inferiore rispetto agli altri 9 personaggi, e sono quindi più rari e ricercati dai collezionisti.
- Hulk Hogan
- Big John Studd
- The Iron Sheik
- King Kong Bundy
- Nikolai Volkoff
- "Macho Man" Randy Savage
- Jake "The Snake" Roberts
- "Rowdy" Roddy Piper
- Junkyard Dog
- Ricky "The Dragon" Steamboat
- "Mr. Wonderful" Paul Orndorff

## Prototipi non realizzati e controversie
Furono prodotti alcuni prototipi di action figure mai realizzate, delle quali apparvero fotografie in varie pubblicità della LJN, come per esempio Adrian Adonis con la sciarpa, Rick Steamboat con calzamaglia rossa, Tito Santana con un aspetto totalmente diverso, Fred Blassie con un bastone colorato e giacca con brillantini, Hillbilly Jim con maglietta nera, Jimmy Hart con megafono rosa, Kamala con una pittura facciale differente, Koko B.Ware con calzamaglia azzurra, Haku come "King Haku", e Rick Rude con calzamaglia verde.
Secondo alcune fonti, una action figure di Sgt. Slaughter venne effettivamente prodotta dalla LJN Toys, ma Slaughter non aveva ottenuto un accordo contrattuale con la WWF dell'epoca circa il merchandising, e lasciò la compagnia. Quindi il personaggio non venne mai distribuito nei negozi e fu invece acquistato dalla Hasbro, che lo mise in vendita per posta nella linea di prodotti G.I. Joe. Secondo altre fonti invece, il prototipo non venne mai realizzato dalla LJN, ma direttamente dalla Hasbro che lo mise in commercio per contrastare la linea LJN.
Il ring originale "Sling 'Em-Fling 'Em Wrestling Ring" venne ritirato dai negozi il 4 novembre 1991, a causa di quattro casi verificatisi in cui dei bambini erano rimasti seriamente infortunati dai paletti del sostegno dello stesso. I paletti erano fatti di plastica molto dura, e qualche bambino era caduto su di essi facendosi male.

## Curiosità
- Nonostante facesse parte del tag team Demolition, l'action figure di Smash non venne mai prodotta dalla LJN. Solamente Ax venne prodotto e distribuito nei negozi.